# Antony Evans
Antony Kenneth Evans (* 23. September 1998 in Liverpool) ist ein englischer Fußballspieler. Der offensive Mittelfeldspieler stand bis August 2021 beim SC Paderborn 07 unter Vertrag.

## Karriere

### Vereine
Evans wechselte als Neunjähriger in die Jugend des FC Everton. Dort durchlief er alle Jugendmannschaften und wurde im Mai 2015 zur U23-Mannschaft hochgezogen. Für diese spielte er insgesamt 61-mal in der U23 Premier League und erzielte dabei 16 Tore. In den Spielzeiten 2016/17 sowie 2018/19 gewann er mit seinem Team jeweils die Meisterschaft. Von Januar bis Mai 2017 spielte er auf Leihbasis beim Viertligisten FC Morecambe, für den er 14 Ligaspiele mit 2 Torerfolgen absolvierte. Im Januar 2019 wurde Evans für vier Monate an den Drittligisten FC Blackpool verliehen und stand für diesen in 12 Ligaspielen auf dem Platz.
Ende Januar 2020 wechselte Evans zum deutschen Bundesligisten SC Paderborn 07, bei dem er einen bis zum 30. Juni 2022 laufenden Vertrag unterschrieb. Am 16. Mai 2020 gab er beim 0:0 gegen Fortuna Düsseldorf sein Bundesligadebüt. Am Saisonende stieg er mit Paderborn in die 2. Bundesliga ab. Im August 2021 wurde sein Vertrag aufgelöst.

### Nationalmannschaft
Evans absolvierte im September 2016 zwei Spiele für die englische U19-Nationalmannschaft.

## Erfolge
- Meister der U23 Premier League: 2017, 2019